# Mohs-Denkmal

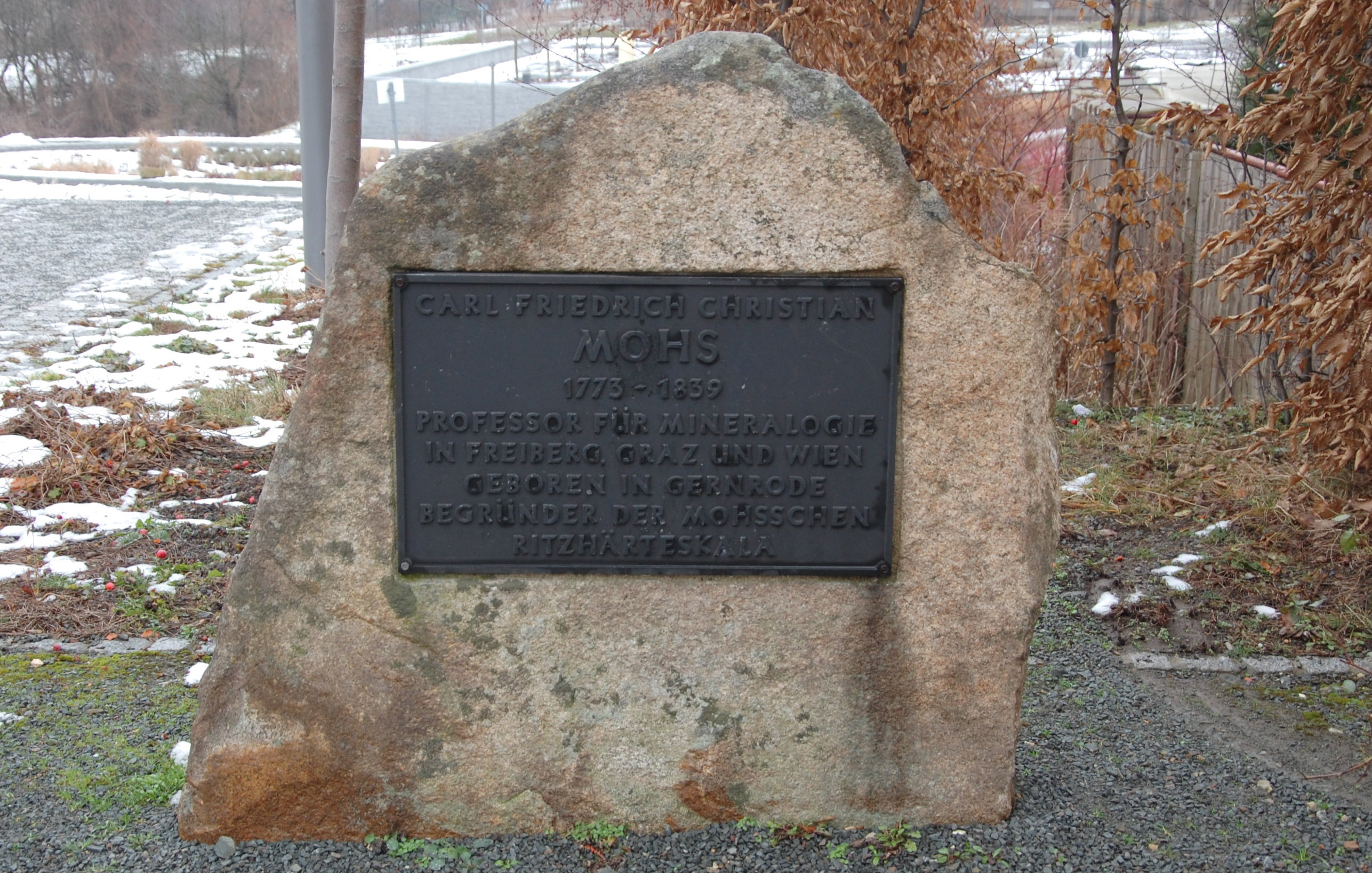
Mohs-Denkmal

Das Mohs-Denkmal ist ein geschütztes Denkmal in dem zur Stadt Quedlinburg in Sachsen-Anhalt gehörenden Ortsteil Stadt Gernrode.

## Lage
Er befindet sich in der Gernröder Altstadt auf der Nordseite der Marktstraße unmittelbar westlich des gleichfalls denkmalgeschützten Hauses Marktstraße 8a an einem kleinen Platz und ist im örtlichen Denkmalverzeichnis als Denkmal eingetragen.

## Architektur und Geschichte
Das Denkmal wurde zu Ehren des in Gernrode geborenen Naturforschers und Mineralogen Friedrich Mohs (1773–1839) am 16. September 1989 in seinem 150. Todesjahr errichtet. Zeitgleich fanden in Gernrode Feierlichkeiten anlässlich des 450. Jubiläums der Verleihung des Stadtrechts statt. Es besteht aus einem mit einer Bronzetafel versehenen Findling. Auf der Gedenktafel befindet sich die Inschrift:
CARL FRIEDRICH CHRISTIAN

MOHS

1773–1839

PROFESSOR FÜR MINERALOGIE

IN FREIBERG, GRAZ UND WIEN

GEBOREN IN GERNRODE

BEGRÜNDER DER MOHSSCHEN

RITZHÄRTESKALA